# Goldzieher Vilmos
Goldzieher Vilmos (Köpcsény, 1849. január 2. – Budapest, Terézváros, 1916. június 15.) szemészorvos, egyetemi tanár, magyar királyi udvari tanácsos, Románné Goldzieher Klára apja, Goldziher Ignác unokatestvére. Sógorai Bacher Vilmos orientalista, rabbi és Herzog Ödön államvasúti főfelügyelő.

## Élete
Goldzieher Izsák (1821–1892) kereskedő és Strasser Júlia (1826–1917) gyermekeként született zsidó családban. Középiskolai tanulmányait Pozsonyban, Pesten és Bécsben végezte, majd Bécs és Heidelberg egyetemeinek hallgatója lett. 1871 februárjában a Bécsi Egyetemen szerzett orvosi oklevelet. Ezután visszatért Heidelbergbe, ahol két évet töltött Otto Becker klinikáján tanársegédként. 1874-ben Budapesten telepedett le. Itthon tehetségére felfigyelt Hirschler Ignác, akinek közbenjárására egy esztendeig tartó tanulmányi ösztöndíjat kapott, amit Berlinben, Prágában és Lipcsében töltött. Hazatérése után gyakorló orvosként működött a fővárosban. 1874-ben tagja lett a Budapesti Orvosegyesületnek. 1877-ben a Budapesti Tudományegyetemen a látószerv kórbonctana tárgyköréből egyetemi magántanári képesítést szerzett, majd 1895-ben rendkívüli tanárnak nevezték ki. 1883-ban kinevezték az akkor alapított Vöröskereszt Erzsébet királyné Kórházának szemészfőorvosá, illetve párhuzamosan az Általános Poliklinika szemészeti osztályát is vezette. 1895 és 1901 között a Szent János Kórház szemészeti osztályának és rendelőintézetének élén állt. 1902-től – Siklóssy Gyula nyugalomba vonulása után – a Szent Rókus Kórház szemészfőorvosa lett, amelyet haláláig vezetett. Az 1895-ban megalakult Vakokat Gyámolító Országos Egyesület megalapításának egyik kezdeményezője volt, ahogy később is a vakokat támogató társadalmi összefogás és az egyesület munkájának legfőbb ösztönzője és irányítójaként tevékenykedett. Egyik alapítója volt a Vakok Intézetének, 1898-ban a csökkent látásúaknak intézetet és iskolát alapított. Alapítótagja volt 1888-ban a Közkórházi Orvostársaságnak, amelynek első alelnökének (1888–1892), majd 1892-től főtitkárának is megválasztották. 1903-ban megkapta a Ferenc József-rend tiszti keresztjét az orvosképzés és a szakirodalom terén végzett munkájáért, majd 1911-ben udvari tanácsosi méltósággal is kitüntették a Vöröskereszt körül szerzett érdemei elismeréséül. A Budapesti Orvosi Ujság mellékleteként megjelenő Szemészeti Lapok szerkesztőjeként is dolgozott.
Az első világháború kitörése után egyik kezdeményezője volt a háborús cselekmények során látásukat vesztett katonák gondozásának és támogatásának. 
Több külföldi szemorvosi társaságnak (bécsi, berlini, prágai, párizsi, lembergi és krakkói) volt levelező és tiszteletbeli tagja. A zsidó felekezeti életben is részt vett: tagja volt az Izraelita Magyar Irodalmi Társulatnak és titkára a Pesti Izraelita Hitközségnek.
A Salgótarjáni utcai zsidó temetőben nyugszik (B-57-11).

## Családja
Felesége tószegi Freund Berta (1848–1924) volt, Freund Henrik és Herz Zsófia lánya.
Gyermekei:
- Goldzieher Klára (1881–1962). Férje Román Aurél (1874–1944) banktisztviselő.[8]
- Goldzieher Miksa (1883–1969). Felesége Strasser Margit.

## Főbb művei
- A szaruhártya szalagszerű elhomályosodásáról: Bandförmige Hornhauttrübung (Budapest, 1879)
- Die Therapie der Augenkrankheiten (Stuttgart, 1881)
- Az idült ragályos szemgyulladások: a trachoma, klinikai tanulmány (Budapest, 1888)
- Über die Anwendung des Atropins in der Augenheilkunde (Bécs, 1888)
- A szemészet kézikönyve (Budapest, 1891)
- Emlékbeszéd Helmholtz Hermann fölött (Budapest, 1895)
- Adatok a conjunctivitis blennorrhoica gyógytanához (Budapest, 1903)
- A szembetegségek gyógyítása (Budapest, 1903)
- A szemtükör az általános diagnostika szolgálatában (Budapest, 1904)
- Adalékok a látóideg pathologiájához (Budapest, 1904)
- Adalék a glaukoma therapiájához (Budapest, 1904)
- Szemtekekörüli (peribulbaris) felhámdaganatokról: egy ábrával (Budapest, 1904)
- A trachoma kórtana: referátum: előadta a Magyar Szemorvosok Kongresszusán 1905. június 11-én (Budapest, 1905)
- Adalék a hályogműtétek után keletkező endogén fertőzés kérdéséhez (Budapest, 1906)
- Glaucomakérdések (Budapest, 1906)
- A cyklodialysis megitéléséhez: közlemény a Szent Rókus Közkórház szemészeti osztályáról (Budapest, 1908)
- Az uvea iris, corpus ciliare, chorioidea, az üvegtest, a retina és nervus opticus megbetegedései, amblyopia és amaurosis (Budapest, 1911)
- Mikor szabad a szürke hályogot operálni? (Budapest, 1912)
- Atrophia nervi optici és salvarsan (Budapest, 1912)
- Közlemények a gyakorlati szemészet köréből (Budapest, 1912)
- Adatok a galvanokaustikus eljárás technikája és indicatióihoz (Budapest, 1913)
- Adalék a sympathiás szemgyuladás pathologiájához: a Szent Rókus-kórház szemészeti osztályáról (Budapest, 1913)
- A galvanokaustikus eljárás a szemészetben (Budapest, 1913)

## Emlékezete
2010. november 22–én dr. Méhes József orvos-gyógypedagógus 90. születésnapja alkalmából rendezett tudományos emléknapon avatták fel emléktábláját a Vakok Intézetében.